# أنيتا إلسون
أنيتا إلسون (بالإنجليزية: Anita Elson) هي راقصة ومغنية أمريكية، ولدت في 1898، وتوفيت في 1985.

## وصلات خارجية
- أنيتا إلسون على موقع قاعدة بيانات برودواي على الإنترنت (الإنجليزية)